# Justo Alejo
Justo Alejo Arenal (Formariz, Zamora, 18 de diciembre de 1935 - Madrid, 11 de enero de 1979) fue un escritor y militar español, vinculado a los círculos literarios y artísticos de Valladolid y Zamora.

## Biografía
Nacido el 18 de diciembre de 1935 en Formariz de Sayago (Zamora). Algunas cronologías señalan que fue un año después, pero él nunca lo corrigió. 
En 1949 ingresa en la Escuela de Formación Profesional de la RENFE en León, en la que permanecerá hasta 1951. Al año siguiente ingresa en la Maestranza Aérea de León, pero en 1953 retorna a Sayago aquejado de tuberculosis. Comienza su carrera militar en la Base Aérea de Villanubla, Valladolid, donde llegó a ser nombrado brigada en 1974. 
Permanece en Valladolid entre los años 1954-1966, y es aquí donde comienza su carrera literaria, con colaboraciones en las revistas Triunfo y Poesía, y donde surge su amistad con escritores vallisoletanos como Francisco Pino. También en esta ciudad inicia tardíamente sus estudios: acaba el Bachillerato en el Instituto Zorrilla en el año 1959 y la carrera de Magisterio en 1963. En Valladolid comienza además las carreras de Filosofía, Pedagogía y Psicología, que terminará en Madrid, al igual que su doctorado. Publicó en 1965, sin firma, un libro de poemas, Alaciar, en Valladolid, con la indicación de que el autor «renunciaba a su propia biografía». 
Cursó Sociología y Políticas y obtuvo un doctorado en París. En 1972 se casa con Silvia Herberg, con la que tuvo un único hijo: Alí, un nombre sugerido por Las mil y una noches -libro que le había regalado su abuelo Baltasar y que resultaría decisivo para Justo. 
Gran parte de su obra poética está dispersa en publicaciones especializadas, como la revista Trece de Nieve y los Pliegos Poéticos Vallisoletanos, ediciones de la Librería Anticuaria Relieve; procuró siempre publicar con anagramas de su nombre o anónimamente. Fue colaborador asiduo del diario El Norte de Castilla, de Valladolid, y la revista Triunfo, sobre temas literarios y sociales. 
Su último trabajo apareció en la revista Poesía, un texto sobre los poetas marginados que constituye, como reflejo de su personalidad, una reivindicación de la gente humilde. Murió en Madrid tras caer desde la cuarta planta del Ministerio del Aire el 11 de enero de 1979. Su familia ha rechazado la versión del suicidio voluntario, sugiriendo que fue inducido a hacerlo ya que habían amenazas contra la madre del escritor. Su cuerpo descansa en el cementerio de su ciudad natal Formariz.
Participó en la formación de la Unión Militar Democrática (UMD) al servir como enlace entre el entonces capitán del Ejército del Aire José Ignacio Domínguez y los suboficiales progresistas de las bases aéreas de Torrejón y Getafe.
En enero de 1995 se realizó la donación de su fondo documental a la Fundación Jorge Guillén.

## Obras
Escribió quince libros de poemas, colaboró regularmente en la prensa, realizó estudios e investigaciones de corte sociológico, antropológico y folclórico, escribió algunos guiones cinematográficos y tradujo poemas de Nazim Hikmet, Nguyen Ai Quoc (Ho Chi Min) y Mario de Sá-Carneiro. Entre sus obras destacan:
- 1957: Poemas tan inconscientes como flores de arrabal (publicado póstumamente)
- 1959: Yermos a la espera
- 1960: Cierta biografía
- 1962: Mulas
- 1962: Desde este palo
- 1965: Alaciar
- 1969: SERojos luNARES (nimBos)
- 1971: monuMENTALES REBAJAS (tristes tópicos)
- 1974: Separata de lo mismo
- 1976: Son netos
- 1976: HOY en día El desencanto LAVA Más BLAAANCO
- 1978: sola-MENTE unas PALABRAS. Libro de HORAS Y OFICIOS
- 1979: Poesías 1959-1965 (Antología de textos)
- 1980: El aroma del viento
- 1994: MARBELLA entre mil ríos
- 1997: Poesía

## Uno de sus poemas
Cuando me muera / llevadme al campo / meted mi cuerpo / bajo el árbol / o de la espiga / Llenaos de fiesta / dame un abrazo / Jamás campanas / Nunca paredes / Dejadme abierto / Bajo los cielos / Bajo el tejado / De los trigales / Junto a los troncos / De los regatos / No digáis nada cuando me muera / ¡Llevadme al campo!